# MK Makkabi Haifa
Az MK Makkabi Haifa (héber betűkkel מועדון הכדורגל מכבי חיפה Móádón Kadúregel Makkabi Haifa, angolul: Maccabi Haifa F.C.) az egyik legismertebb és legsikeresebb profi labdarúgócsapat az izraeli Nyugat-Haifában. A klubot 1913-ban alapították és 1946-ban jutott fel először az élvonalba. 1962-ben története során először megnyerte az izraeli kupát. Az 1974. és 1981. közötti időszakban a csapat teljesítménye jelentősen visszaesett és 5 szezont kényszerült a másodosztályban tölteni. Az 1984-es év elhozta az első bajnoki címet, melyet a klub azóta összesen 11 alkalommal nyert el. Emellett az izraeli kupát 5, az izraeli Totó-kupát pedig 4 alkalommal hódította el a csapat. 2003-ban az izraeli csapatok közül elsőként bejutott az UEFA-bajnokok ligájába.

## Története

### 1913-tól 1984-ig
Az MK Makkabi Haifát 1913-ban alapították. 1939-ben a csapatot osztrák bevándorlók szervezték újjá.
1942-ben került volna fel először az élvonalba, azonban ezt elhalasztották. A csapat ebben az évben jutott be először az izraeli labdarúgókupa döntőjébe, a Bétár Tel-Aviv FC együttese azonban 12:1 arányban diadalmaskodott a zöldek felett. Az első osztályba végül 1946-ban jutott fel a klub. Az 1962-es év, az izraeli kupa elnyerésével, elhozta a Makkabi első sikerét. A döntőben a csapat 5:2 arányban legyőzte a MK Makkabi Tel-Aviv együttesét. 1963-ban 3. alkalommal sikerült bejutniuk a kupa döntőjébe, azonban a találkozót a Hapóél Haifa MK együttese nyerte 1:0-ra.
1965-ben a klub kiesett az élvonalból, azonban egy évvel később már ismét a legjobbak között szerepelhetett. 1971-ben ismét az izraeli kupa döntőjében tűnt fel a csapat, melyet ismét elveszített. Ekkor a Hakóah Ramat Gan nyerte a mérkőzést 2:1-re. Az 1974 és 1981 közötti időszakban 2-szer esett ki a csapat az élvonalból. Először 1974-ben, ekkor még sikerült a következő évben feljutnia az első osztályba, azonban az 1977-es kiesés után 4 szezont kényszerült a második vonalban eltölteni.

### 1984-től 2004-ig
Az 1984-es év elhozta az első bajnoki címet, melyet 1985-ben ismét sikerült elnyernie a csapatnak. Még ebben az évben sor került a klub 5. izraeli kupadöntőjére, melyet a Bétár Jerúsálajim együttese nyert 1:0 arányban. 1987-ben a csapat 6. alkalommal jutott be az izraeli kupa döntőjébe. Ellenfele a Makkabi Tel-Aviv együttese volt. Sem a rendes játékidő, sem a hosszabbítás nem hozott döntést (az eredmény 3:3 volt), így büntetőrúgásokra került, melyet a csapat elveszített. 1989-ben a klub 3. alkalommal nyerte el az izraeli bajnoki címet és hetedszer jutott be az izraeli labdarúgókupa döntőjébe, ahol ezúttal a Bétár Jeruzsálem volt az ellenfele. Ismét hosszabbításra került sor, mely végén az eredmény szintén 3:3 volt. A tizenegyesrúgásoknál a Bétár játékosai jobban összpontosítottak, így a Makkabi Haifa ismét elveszítette a döntőt. A csapat ebben az időszakban (1985., 1986., 1990., 1991.) többször indult az ekkor még nem az UEFA által rendezett Intertotó-kupában, de jelentős eredményt nem sikerült elérnie.
1991-ben sikerült a duplázás. A játékosok mind a bajnokságot, mind az izraeli labdarúgókupát megnyerték. Utóbbiban a Hapóél Petah Tikvá együttesét győzték le 3:1 arányban, két évvel később pedig a Makkabi Tel-Avivot 1:0-ra. Az 1994-es év elhozta az 5. bajnoki címet, a csapat részt vett a Kupagyőztesek Európa-kupájának küzdelmeiben és első alkalommal megnyerte az izraeli Totó-kupát. Ezt követően a Haifa együttese 1995-ben és 1998-ban is megnyerte az izraeli kupát, a Hapóél Haifa és a Hapóél Jeruzsálem legyőzésével. Mindkét mérkőzésen 2:0-ra diadalmaskodtak. 1999-ben a csapat rendkívül jól szerepelt a nemzetközi porondon és a Kupagyőztesek Európa-kupájának negyeddöntőjéig jutott. Emellett 1997-ben, 1999-ben és 2007-ben részt vett az Intertotó-kupa küzdelmeiben is, azonban ebben a sorozatban a siker elmaradt. 2001-ben és 2002-ben két bajnoki cím következett és 2003-ban a Makkabi Haifa az első izraeli csapatként részt vehetett az UEFA-bajnokok ligájának küzdelmeiben. Még ebben az évben ismét sikerült elnyerni a Totó-kupát.

### 2004-től
2004-ben, 2005-ben és 2006-ban újabb bajnoki címek következtek. 2006-ban és 2008-ban pedig további két alkalommal diadalmaskodtak az izraeli Totó-kupában. A 2006–07-es és 2007–08-as szezonban azonban visszaesett a csapat teljesítménye és mindkét alkalommal az 5. helyen fejezte be a bajnokságot.
A 2008–09-es bajnokságban a csapat ismét elnyerte a bajnoki címet, így ismét indulhatott az UEFA-bajnokok ligájában, az izraeli labdarúgókupában pedig ezüstérmes lett.
A 2009–2010-es UEFA-bajnokok ligájának csoportkörébe jutva a csapat meglehetősen rosszul szerepelt. Ellenfelei az FC Girondins de Bordeaux, az Bayern München és a Juventus FC voltak. A haifai csapat mind a hat mérkőzését elvesztette és (rúgott gól nélkül) kiesett a kupából. Az izraeli labdarúgó-bajnokságban azonban jól szerepelt és a 25. forduló után az első helyen állt, 11 ponttal a második helyezett MK Hapóél Tel-Aviv előtt.

## Hazai eredményei

### Élvonalbeli bajnoki szereplések
A klub a 2008–09-es szezon végéig 11 alkalommal nyerte el az izraeli bajnoki címet.
| Idény   | Helyezés | Idény   | Helyezés | Idény    | Helyezés | Idény   | Helyezés |
| ------- | -------- | ------- | -------- | -------- | -------- | ------- | -------- |
| 1949–50 | 7. hely  | 1951–52 | 10. hely | 1953–54  | 8. hely  | 1954–55 | 6. hely  |
| 1955–56 | 5. hely  | 1956–57 | 5. hely  | 1957–58  | 3. hely  | 1958–59 | 4. hely  |
| 1959–60 | 5. hely  | 1960–61 | 5. hely  | 1961–62  | 4. hely  | 1962–63 | 9. hely  |
| 1963–64 | 13. hely | 1964–65 | 15. hely | 1966–68* | 5. hely  | 1968–69 | 5. hely  |
| 1969–70 | 3. hely  | 1970–71 | 12. hely | 1971–72  | 7. hely  | 1972–73 | 11. hely |
| 1973–74 | 16. hely | 1975–76 | 9. hely  | 1976–77  | 15. hely | 1981–82 | 7. hely  |
| 1982–83 | 6. hely  | 1983–84 | 1. hely  | 1984–85  | 1. hely  | 1985–86 | 2. hely  |
| 1986–87 | 9. hely  | 1987–88 | 9. hely  | 1988–89  | 1. hely  | 1989–90 | 3. hely  |
| 1990–91 | 1. hely  | 1991–92 | 3. hely  | 1992–93  | 5. hely  | 1993–94 | 1. hely  |
| 1994–95 | 2. hely  | 1995–96 | 2. hely  | 1996–97  | 5. hely  | 1997–98 | 4. hely  |
| 1998–99 | 3. hely  | 1999–00 | 2. hely  | 2000–01  | 1. hely  | 2001–02 | 1. hely  |
| 2002–03 | 2. hely  | 2003–04 | 1. hely  | 2004–05  | 1. hely  | 2005–06 | 1. hely  |
| 2006–07 | 5. hely  | 2007–08 | 5. hely  | 2008–09  | 1. hely  |         |          |

*A fenti szezon rendhagyó módon 2 évig tartott. Az 1948–49-es, 1950–51-es, 1952–53-as szezonokat nem tartották meg.

### Szereplések az izraeli labdarúgókupában
A Makkabi Haifa 5 alkalommal nyerte meg az izraeli labdarúgókupát.
- 1962-ben, 1991-ben, 1993-ban, 1995-ben és 1998-ban[1]

### Totó-kupa
A klub 4 alkalommal nyerte meg az izraeli Totó-kupát.
- 1994-ben, 2003-ban, 2006-ban és 2008-ban[1]

## Nemzetközi szereplések

### Intertotó-kupa
Nem az UEFA rendezésében
| Szezon | Esemény        | Kör        | Ország  | Klub              | Eredmény |
| ------ | -------------- | ---------- | ------- | ----------------- | -------- |
| 1985   | Intertotó-kupa | csoportkör | német   | Arminia Bielefeld | 2-1, 2-8 |
| 1985   | Intertotó-kupa | csoportkör | izraeli | Bétár Jeruzsálem  | 3-0, 3-1 |
| 1985   | Intertotó-kupa | csoportkör | osztrák | SK Sturm Graz     | 1-1, 2-1 |

| Szezon | Esemény        | Kör        | Ország  | Klub               | Eredmény |
| ------ | -------------- | ---------- | ------- | ------------------ | -------- |
| 1986   | Intertotó-kupa | csoportkör | izraeli | Hapóél Tel-Aviv MK | 2-2, 2-2 |
| 1986   | Intertotó-kupa | csoportkör | osztrák | Grazer AK          | 1-0, 1-0 |
| 1986   | Intertotó-kupa | csoportkör | dán     | Lyngby BK          | 1-2, 0-4 |

| Szezon | Esemény        | Kör        | Ország  | Klub            | Eredmény |
| ------ | -------------- | ---------- | ------- | --------------- | -------- |
| 1990   | Intertotó-kupa | csoportkör | magyar  | Siófoki Bányász | 3-0, 0-0 |
| 1990   | Intertotó-kupa | csoportkör | lengyel | Lech Poznań     | 4-2, 0-1 |
| 1990   | Intertotó-kupa | csoportkör | izraeli | Bné Jehúdá      | 2-2, 5-0 |

| Szezon | Esemény        | Kör        | Ország  | Klub               | Eredmény |
| ------ | -------------- | ---------- | ------- | ------------------ | -------- |
| 1991   | Intertotó-kupa | csoportkör | német   | 1. FC Saarbrücken  | 0-6, 1-5 |
| 1991   | Intertotó-kupa | csoportkör | svéd    | Örebro SK          | 0-3, 0-1 |
| 1991   | Intertotó-kupa | csoportkör | izraeli | Hapóél Petah Tikvá | 3-2, 2-0 |

Az UEFA rendezésében
| Szezon | Esemény        | Kör        | Ország      | Klub                  | Eredmény |
| ------ | -------------- | ---------- | ----------- | --------------------- | -------- |
| 1997   | Intertotó-kupa | csoportkör | orosz       | Nyizsnyij Novgorod    | 0-4      |
| 1997   | Intertotó-kupa | csoportkör | szlovén     | NK Publikum           | 0-1      |
| 1997   | Intertotó-kupa | csoportkör | török       | Antalyaspor           | 2-0      |
| 1997   | Intertotó-kupa | csoportkör | jugoszlávia | FK Proleter Zrenjanin | 0-4      |

| Szezon | Esemény        | Kör        | Ország       | Klub       | Eredmény  |
| ------ | -------------- | ---------- | ------------ | ---------- | --------- |
| 1999   | Intertotó-kupa | 1. forduló | azerbajdzsán | Qarabağ FK | 1-2, 1-0* |

*Idegenben szerzett találattal az FK Karabakh jutott tovább.
| Szezon | Esemény        | Kör        | Ország | Klub            | Eredmény |
| ------ | -------------- | ---------- | ------ | --------------- | -------- |
| 2007   | Intertotó-kupa | 2. forduló | román  | Gloria Bistriţa | 0-2, 4-3 |

### Kupagyőztesek Európa-kupája
| Szezon  | Esemény                     | Kör          | Ország    | Klub               | Eredmény            |
| ------- | --------------------------- | ------------ | --------- | ------------------ | ------------------- |
| 1993/94 | Kupagyőztesek Európa-kupája | előselejtező | luxemburg | F91 Dudelange      | 1-0, 6-1            |
| 1993/94 | Kupagyőztesek Európa-kupája | 1. kör       | orosz     | FK Torpedo Moszkva | 0-1, 3-1            |
| 1993/94 | Kupagyőztesek Európa-kupája | 2. kör       | olasz     | Parma FC           | 0-1, 1-0 (b.r.1-3)* |

*A második mérkőzést követően büntetőrúgásokra került sor, melyet a Makkabi 1-3-ra elveszített és ezáltal kiesett a további küzdelmekből.
| Szezon  | Esemény                     | Kör          | Ország   | Klub        | Eredmény |
| ------- | --------------------------- | ------------ | -------- | ----------- | -------- |
| 1995/96 | Kupagyőztesek Európa-kupája | előselejtező | feröeri  | KÍ Klaksvík | 4-0, 2-3 |
| 1995/96 | Kupagyőztesek Európa-kupája | 1. kör       | portugál | Sporting    | 0-4, 0-0 |

| Szezon  | Esemény                     | Kör          | Ország  | Klub                | Eredmény |
| ------- | --------------------------- | ------------ | ------- | ------------------- | -------- |
| 1998/99 | Kupagyőztesek Európa-kupája | előselejtező | északír | Glentoran FC        | 1-0, 2-1 |
| 1998/99 | Kupagyőztesek Európa-kupája | 1. kör       | francia | Paris Saint-Germain | 1-1, 3-2 |
| 1998/99 | Kupagyőztesek Európa-kupája | 2. kör       | osztrák | SV Ried             | 1-2, 4-1 |
| 1998/99 | Kupagyőztesek Európa-kupája | negyeddöntő  | orosz   | Lokomotyiv Moszkva  | 0-3, 0-1 |

### UEFA-kupa
| Szezon  | Esemény   | Kör          | Ország                | Klub        | Eredmény |
| ------- | --------- | ------------ | --------------------- | ----------- | -------- |
| 1996/97 | UEFA-kupa | előselejtező | Szerbia és Montenegró | FK Partizan | 0-1, 1-3 |

| Szezon  | Esemény   | Kör          | Ország     | Klub           | Eredmény  |
| ------- | --------- | ------------ | ---------- | -------------- | --------- |
| 2000/01 | UEFA-kupa | előselejtező | fehérorosz | Szlavija Mazir | 1-1, 0-0* |
| 2000/01 | UEFA-kupa | 1. kör       | holland    | Vitesse        | 3-0, 1-2  |

*Idegenben szerzett találattal a Makkabi Haifa jutott tovább.
| Szezon  | Esemény   | Kör    | Ország | Klub | Eredmény |
| ------- | --------- | ------ | ------ | ---- | -------- |
| 2002/03 | UEFA-kupa | 3. kör | görög  | AÉK  | 0-4, 1-4 |

| Szezon  | Esemény   | Kör          | Ország  | Klub         | Eredmény |
| ------- | --------- | ------------ | ------- | ------------ | -------- |
| 2003/04 | UEFA-kupa | előselejtező | wales   | Cwmbran Town | 3-0, 3-0 |
| 2003/04 | UEFA-kupa | 1. kör       | szlovén | NK Publikum  | 2-1, 2-2 |
| 2003/04 | UEFA-kupa | 2. kör       | spanyol | Valencia CF  | 0-0, 0-4 |

| Szezon  | Esemény   | Kör    | Ország | Klub    | Eredmény |
| ------- | --------- | ------ | ------ | ------- | -------- |
| 2004/05 | UEFA-kupa | 1. kör | ukrán  | Dnyipro | 1-0, 0-2 |

| Szezon  | Esemény   | Kör               | Ország  | Klub          | Eredmény |
| ------- | --------- | ----------------- | ------- | ------------- | -------- |
| 2006/07 | UEFA-kupa | 1. kör            | bolgár  | Litex Lovecs  | 1-1, 3-1 |
| 2006/07 | UEFA-kupa | csoportkör        | skót    | Rangers       | 0-2      |
| 2006/07 | UEFA-kupa | csoportkör        | olasz   | Livorno       | 1-1      |
| 2006/07 | UEFA-kupa | csoportkör        | francia | AJ Auxerre    | 3-1      |
| 2006/07 | UEFA-kupa | csoportkör        | szerb   | FK Partizan   | 1-0      |
| 2006/07 | UEFA-kupa | legjobb 32 között | orosz   | CSZKA Moszkva | 0-0, 1-0 |
| 2006/07 | UEFA-kupa | legjobb 16 között | spanyol | RCD Espanyol  | 0-0, 0-4 |

### Bajnokok Ligája
| Szezon  | Esemény         | Kör       | Ország  | Klub               | Eredmény |
| ------- | --------------- | --------- | ------- | ------------------ | -------- |
| 1994/95 | Bajnokok Ligája | selejtező | osztrák | SV Casino Salzburg | 1-2, 1-3 |

| Szezon  | Esemény         | Kör             | Ország | Klub    | Eredmény  |
| ------- | --------------- | --------------- | ------ | ------- | --------- |
| 2001/02 | Bajnokok Ligája | 2. selejtezőkör | finn   | FC Haka | 1-0, 0-3* |

*A második mérkőzést a Makkabi Haifa nyerte 4:0-ra. Az eredmény azonban hivatalosan 0:3 lett az FC Haka javára egy felfüggesztett játékos pályára lépése miatt.
| Szezon  | Esemény         | Kör             | Ország     | Klub                | Eredmény  |
| ------- | --------------- | --------------- | ---------- | ------------------- | --------- |
| 2002/03 | Bajnokok Ligája | 2. selejtezőkör | fehérorosz | Belsina Babrujszk   | 4-0, 1-0  |
| 2002/03 | Bajnokok Ligája | 3. selejtezőkör | osztrák    | SK Sturm Graz       | 2-0, 3-3  |
| 2002/03 | Bajnokok Ligája | 1. csoportkör   | angol      | Manchester United   | 2-5, 3-0  |
| 2002/03 | Bajnokok Ligája | 1. csoportkör   | német      | Bayer 04 Leverkusen | 0-2, 1-2  |
| 2002/03 | Bajnokok Ligája | 1. csoportkör   | görög      | Olimbiakósz         | 3-0, 3-3* |

*A Makkabi Haifa csoportjában harmadikként végezve az UEFA-kupában folytatta a küzdelmeket.
| Szezon  | Esemény         | Kör             | Ország | Klub         | Eredmény        |
| ------- | --------------- | --------------- | ------ | ------------ | --------------- |
| 2004/05 | Bajnokok Ligája | 3. selejtezőkör | norvég | Rosenborg BK | 2-1, 3-2 (h.u.) |

| Szezon  | Esemény         | Kör             | Ország | Klub     | Eredmény |
| ------- | --------------- | --------------- | ------ | -------- | -------- |
| 2005/06 | Bajnokok Ligája | 2. selejtezőkör | Svéd   | Malmö FF | 3-2, 2-2 |

| Szezon  | Esemény         | Kör             | Ország | Klub         | Eredmény |
| ------- | --------------- | --------------- | ------ | ------------ | -------- |
| 2006/07 | Bajnokok Ligája | 3. selejtezőkör | angol  | Liverpool FC | 1-2, 1-1 |

| Szezon  | Esemény         | Kör             | Ország         | Klub                     | Eredmény |
| ------- | --------------- | --------------- | -------------- | ------------------------ | -------- |
| 2009/10 | Bajnokok Ligája | 2. selejtezőkör | Észak-Írország | Glentoran FC             | 6-0, 4-0 |
| 2009/10 | Bajnokok Ligája | 3. selejtezőkör | Kazahsztán     | Aktöbe FK                | 0-0, 4-3 |
| 2009/10 | Bajnokok Ligája | Rájátszás       | Ausztria       | FC Red Bull Salzburg     | 2-1, 3-0 |
| 2009/10 | Bajnokok Ligája | Csoportkör      | Németország    | FC Bayern München        | 0-3, 0-1 |
| 2009/10 | Bajnokok Ligája | Csoportkör      | Franciaország  | FC Girondins de Bordeaux | 0-1, 0-1 |
| 2009/10 | Bajnokok Ligája | Csoportkör      | Olaszország    | Juventus FC              | 0-1, 0-1 |

- Összesítés 2010. március 11-én*[32]

| Kiírás                      | M  | Gy | D  | V  | RG/KG   | G   |
| --------------------------- | -- | -- | -- | -- | ------- | --- |
| Bajnokok Ligája             | 32 | 11 | 5  | 16 | 53-48   | 5   |
| UEFA-kupa                   | 26 | 9  | 8  | 9  | 26-36   | -10 |
| Kupagyőztesek Európa-kupája | 18 | 9  | 2  | 7  | 29-22   | 7   |
| Intertotó-kupa              | 8  | 3  | 0  | 5  | 6-13    | -7  |
| Összesen                    | 84 | 32 | 15 | 37 | 114-119 | -5  |

*A nem az UEFA rendezésében megrendezett Intertotó-kupa mérkőzések kivételével, mivel ezeket az eredményeket a szövetség nem ismeri el.

## Jelenlegi keret

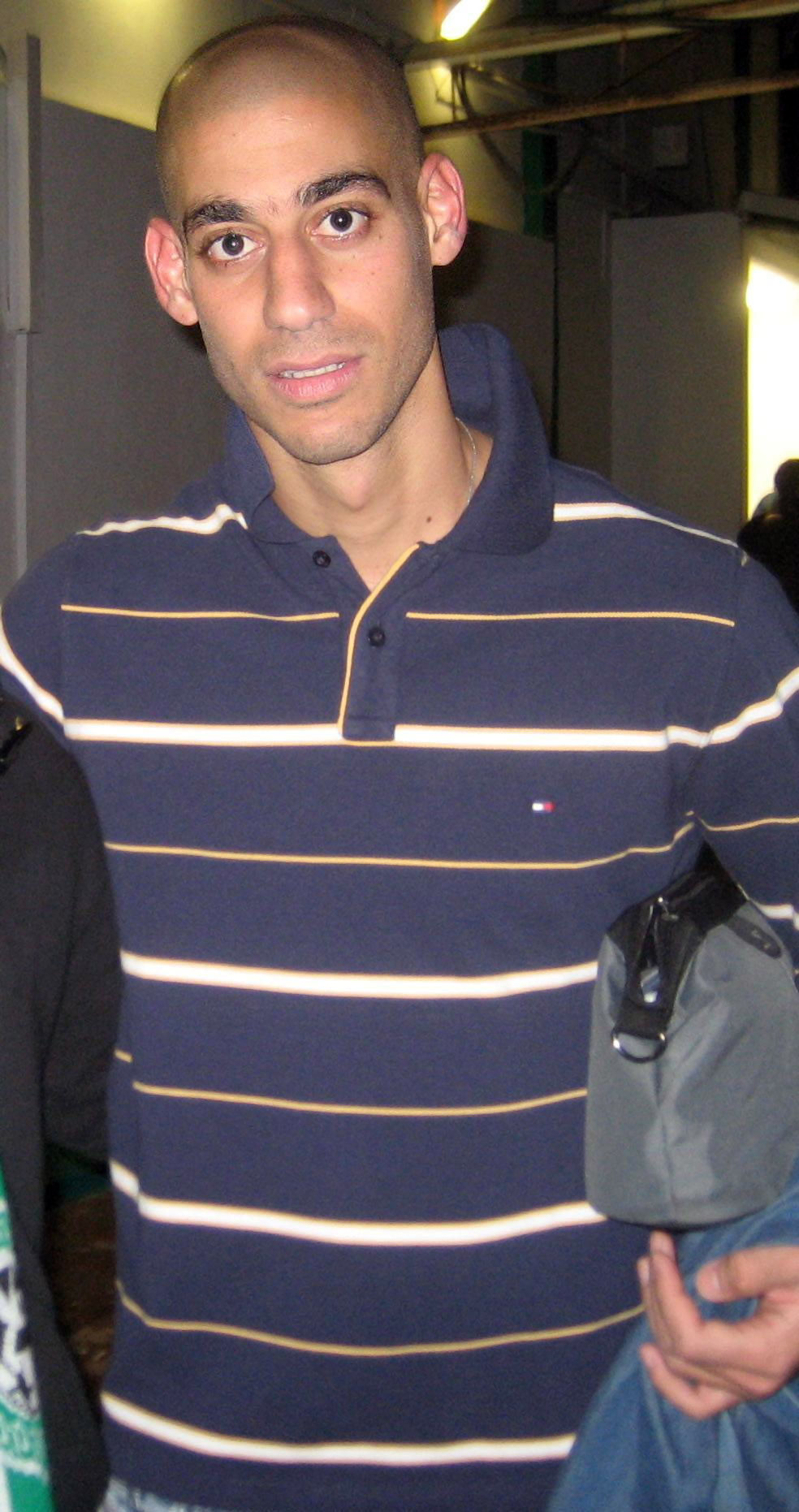
Jánív Kátán

2010. március 11-én.
| #  |           | Poszt | Név                 |
| -- | --------- | ----- | ------------------- |
| 1  | izrael    | K     | Nír Dávidovics      |
| 4  | izrael    | V     | Sáj Majmón          |
| 5  | portugál  | V     | Jeorge Teixeira     |
| 7  | brazília  | KP    | Gustavo Boccoli     |
| 8  | kolumbiai | KP    | John Jairo Culma    |
| 9  | Grúzia    | CS    | Vladimir Dvalisvili |
| 11 | Ghána     | CS    | Szadat Bukari       |
| 13 | izrael    | V     | Táleb Tvátíhá       |
| 14 | izrael    | KP    | Mohamed Kalibat     |
| 15 | izrael    | KP    | Éjál Gólászá        |
| 16 | izrael    | CS    | Muhamad Gadir       |

| #  |                         | Poszt | Név             |
| -- | ----------------------- | ----- | --------------- |
| 17 | Dél-afrikai Köztársaság | V     | Peter Masilela  |
| 18 | izrael                  | V     | Ali Oszman      |
| 19 | izrael                  | CS    | Slómí Arbeitman |
| 20 | izrael                  | CS    | Jánív Kátán     |
| 21 | izrael                  | V     | Dekel Kénán     |
| 22 | izrael                  | K     | Ámír Edrí       |
| 23 | izrael                  | KP    | Bírám Kíal      |
| 24 | izrael                  | KP    | Izráel Zágúrí   |
| 26 | izrael                  | KP    | Líór Rafáélov   |
| 27 | izrael                  | V     | Éjál Mesúmár    |
| 44 | izrael                  | K     | Háim Ziszkind   |

## Kiemelkedő játékosok

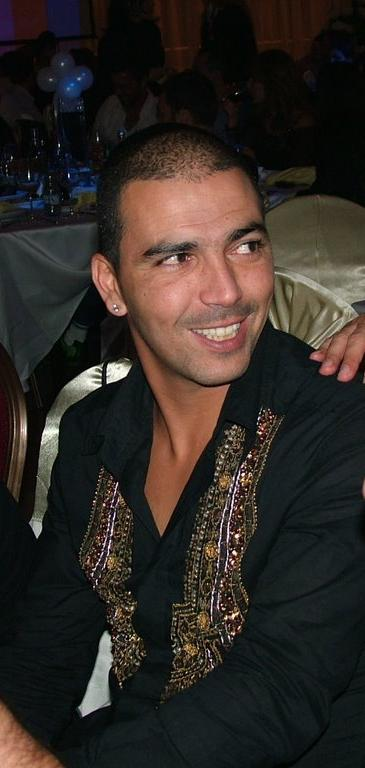
Háim Revívó

| - Aharón Amar - Záhí Armélí - Reúvén Átár - Dúdú Áouáté - Valid Badir - Marko Balbúl - Tal Bánín - Árík Benádó - Josszí Benájún - Éjál Berkovics - Dániél Brajlovszki - Ádórám Készí - Nír Klinger - Ronni Levi - Álón Mizráhíi - Áví Rán - Dání Smúlevics-Róm - Ronní Roszenthal - Háim Revívó - Jóhánán Vollach - Klemí Szabán - Jisajáhú Schwager - Ídán Tal - Michael Zandberg | - Álón Hárází - Victor Pacha - Wescley Gonçalves - Ibrahim Duro - Radovan Harometko - Andrej Osztrovszkij - Giorgi Gakhokidze - Nenad Pralijá - Giovanni Rosso - Jerzy Brzęczek - Radoslaw Michalski - Raimondas Žutautas - Sergei Clescenco - Eric Ejiofor - Aiyegbeni Yakubu - Vaszilij Ivanov - Jorge Brítez - Dante López - Viktor Csanov - Szerhij Belentzuk - Szerhij Kandaurov - Roman Petz - Edgardo Adinolfi - Wilfred Mugeyi |

## Edzők
| - Jiszráél Schwartz 1946–47 - Taurentauer 1950–52 - Otto Schlefenberg 1952–54 - Elí Fuchs 1954–56 - Kis Andor 1956–57 - Ariyeh Koch 1957–59 - David Farkas 1959–61 - Alex Forbes 1961–62 - Kis Andor 1962 - Otto Schlefenberg 1962–63 - Vaszilij Szpaszov 1963–65 - Jiszráél Halibner 1965 - Ávráhám Menchel 1965–69 - Edmond Smeilowicz 1969–70 - Jonny Hardy 1970–72 - Ávráhám Menchel 1972–74 - Órí Weinberg 1974–75 - Simón Sínár 1975–77 - Móse Szászón 1977 | - Elí Fuchs 1977 - Jonny Hardy 1977–78 - Érán Kóllek 1978–79 - Mordeháj Spiegler 1979 - Jonny Hardy 1979–82 - Jack Mansell 1982–83 - Slómó Sárf 1983–87 - Drór Kásztán 1987–88 - Amácjá Levkovic 1988–90 - Slómó Sárf 1990–92 - Gíóráa Spiegler 1993–98 - Dáníél Brajlovszki 1998–99 - Dušan Uhrin 1999–2000 - Elí Kóhén 2000 - Ávráhám Grant 2000–03 - Icák Súm 2003 - Ronní Léví 2003–08 - Elísá Léví 2008– |

## Stadionok

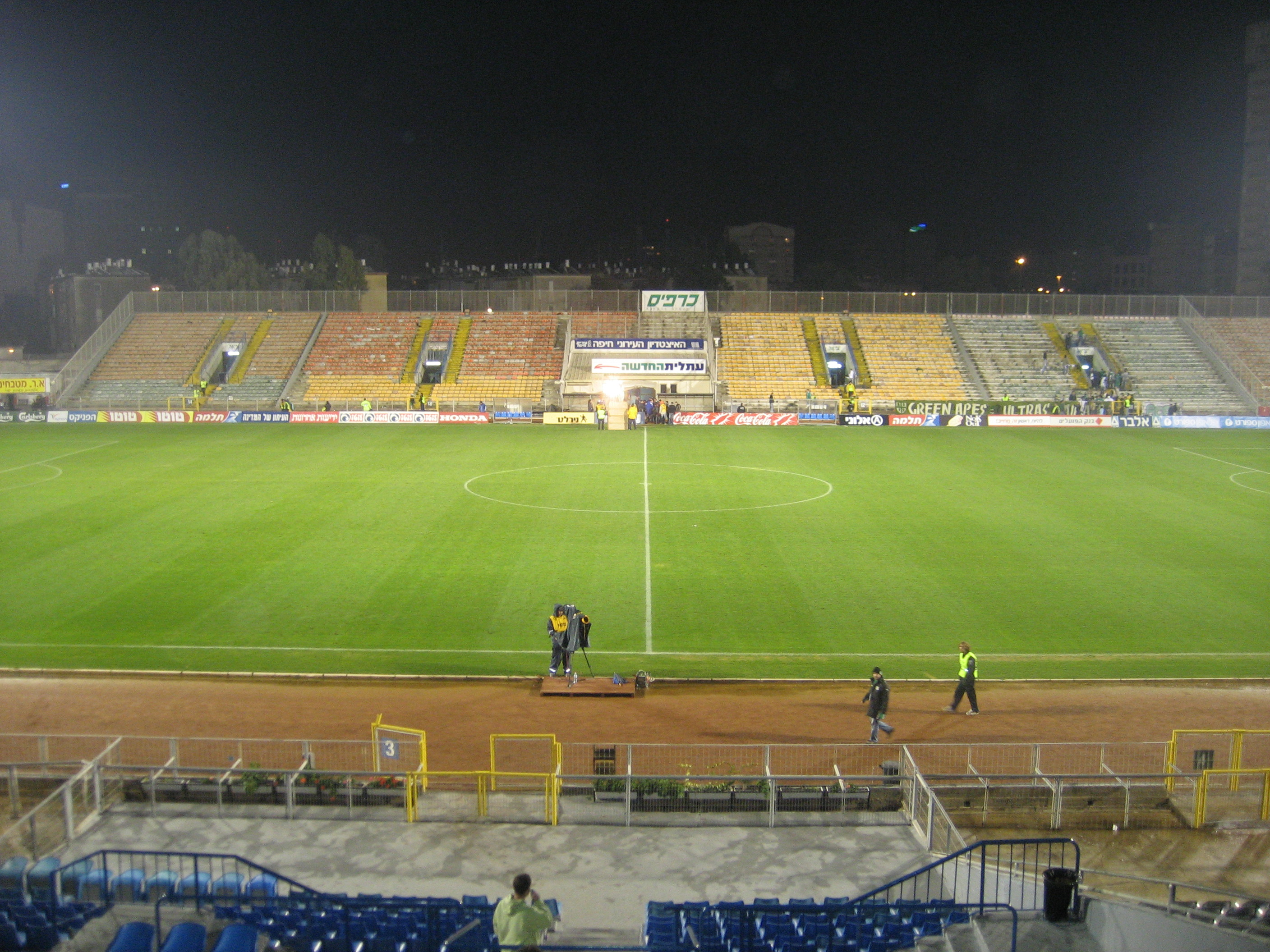
A Kirjat Eliézer stadion

A Kirjat Eliézer Stadiont 1956-ban építették és azóta megszakítás nélkül a Makkabi Haifa arénája, amelyet sokan az izraeli labdarúgás Mekkájának tartanak. A stadion az évek során számos, az izraeli futball szempontjából felejthetetlen mérkőzésnek adott otthont. Az aréna Haifa Kirjat Eliézer negyedében található, a város déli bejáratánál. A Makkabi Haifa mérkőzéseire alkalmanként több ezer szurkoló látogat ki és a stadion, a klubbal együtt a város életének szerves része. A stadionban 3 szektor található, az A (nyugati), B (déli) és C (keleti), valamint mozgáskorlátozottak részére kialakított helyekkel is rendelkezik. Jelenleg építés alatt áll a Sammy Ofer Stadion, amelynek tervezett átadási időpontja 2013 és 32 ezer fő befogadására lesz alkalmas.
Tulajdonos: Haifai önkormányzat 

Stadion menedzser: Mark Kizsner

Hivatalos pályaavatás: 1956. július 28.

Első Makkabi Haifa mérkőzés: 1955. szeptember 24. Makkabi Haifa - Hapóél Haifa 4:1

Befogadóképessége: 14002 fő

## Szurkolók
A legjelentősebb szurkolói csoportot a Green Apes (magyarul zöld majmok) ultrái képezik. A csoportot 2002-ben alapították. Az elnevezést a Makkabi Tel-Aviv szurkolóinak köszönhetik, akik először hívták őket ezen a néven.

## Képgaléria
|  |  |

## Elsődleges források
- A Makkabi Haifa hivatalos honlapja(angolul)
- A Weltfussball honlapja(angolul)
- A Romanian Soccer honlapja(angolul)